# November 2008
| November 2008 |
| Månader under 2008: Januari · Februari · Mars · April · Maj · Juni · Juli · Augusti · September · Oktober · November · December ← December 2007 · Januari 2009 → |

## Händelser
- 2 november - Lewis Hamilton blir världsmästare i Formel 1
- 2 november - Sébastien Loeb blir den första rallyförare som har vunnit Rally-VM fem gånger.[1]
- 4 november - Barack Obama väljs till USA:s 44:e president och blir därmed den förste afroamerikanska mannen att väljas till detta ämbete.
- 27 november - En Airbus A320 ägd av Air New Zealand med sju personer ombord havererar ner i havet i södra Frankrike. [2]

### Fotnoter
1. ↑  Sebastien Loeb blev rallymästare igen Sveriges Radio
2. ↑  Aftonbladet 27 november 2008 - Airbus A320 har störtat i Medelhavet